# Afonso Brás
Afonso Brás (São Paio de Arcos, c. 1524 — Rio de Janeiro, 20 de maio de 1610) foi um sacerdote jesuíta português, considerado um dos fundadores de São Paulo.

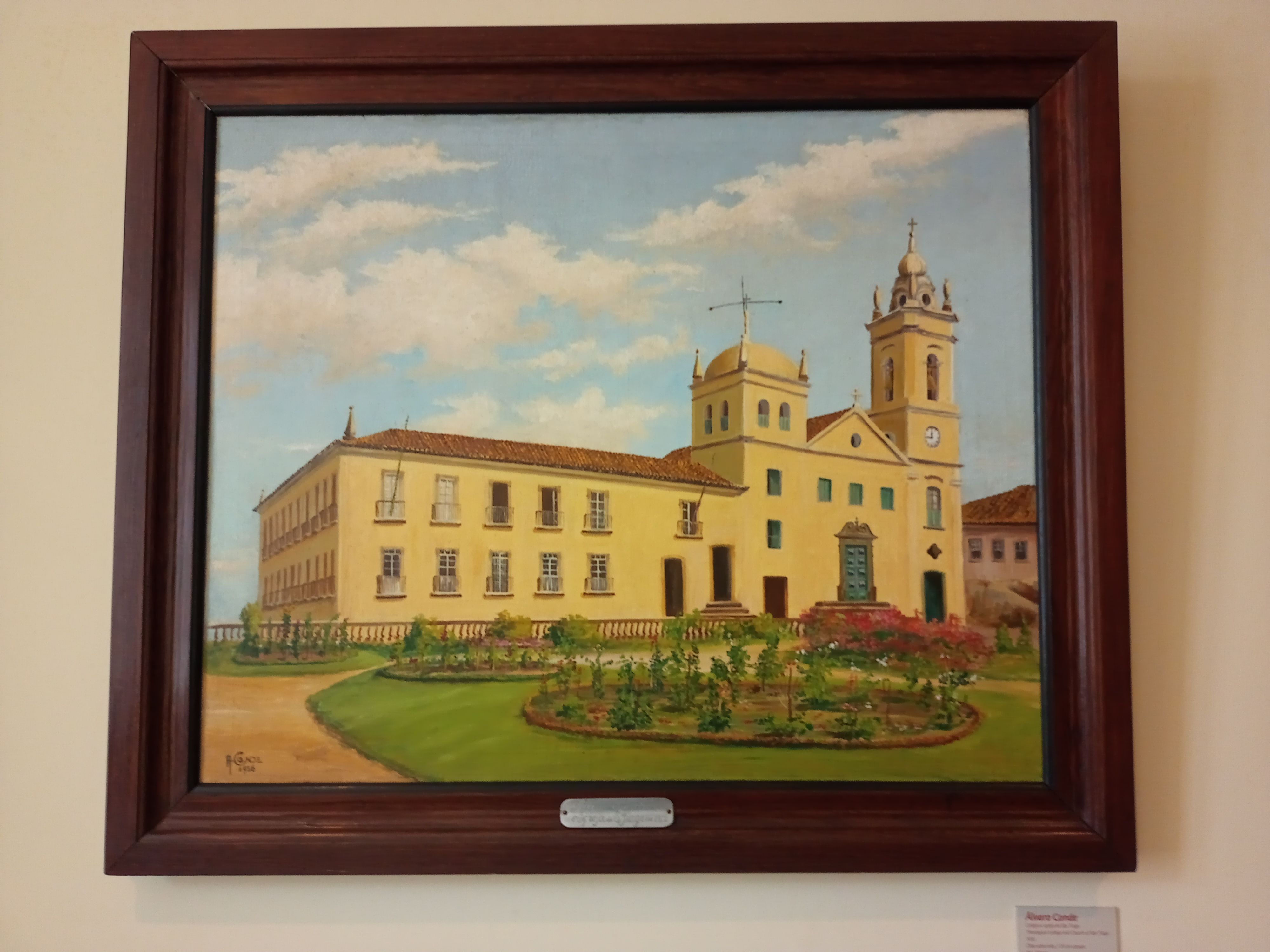
Fundado por Afonso Brás, a antiga Igreja de São Tiago e Colégio dos Jesuítas de Vitória, no Espírito Santo, em 1912. Pintura de 1956, acervo do Palácio Anchieta.

Foi enviado ao Brasil em 1550, tendo estado inicialmente na capitania do Espírito Santo, onde fundou a Igreja de São Tiago e o Colégio dos Jesuítas de Vitória, atual Palácio Anchieta, sede do governo capixaba. Já em 1553, foi responsável pela construção no planalto da capitania de São Vicente do que viria ser o Pátio do Colégio, centro de São Paulo, ponto de origem da expansão territorial e da colonização do interior do país, e hoje a maior cidade do Hemisfério Sul e a quinta maior cidade do mundo.

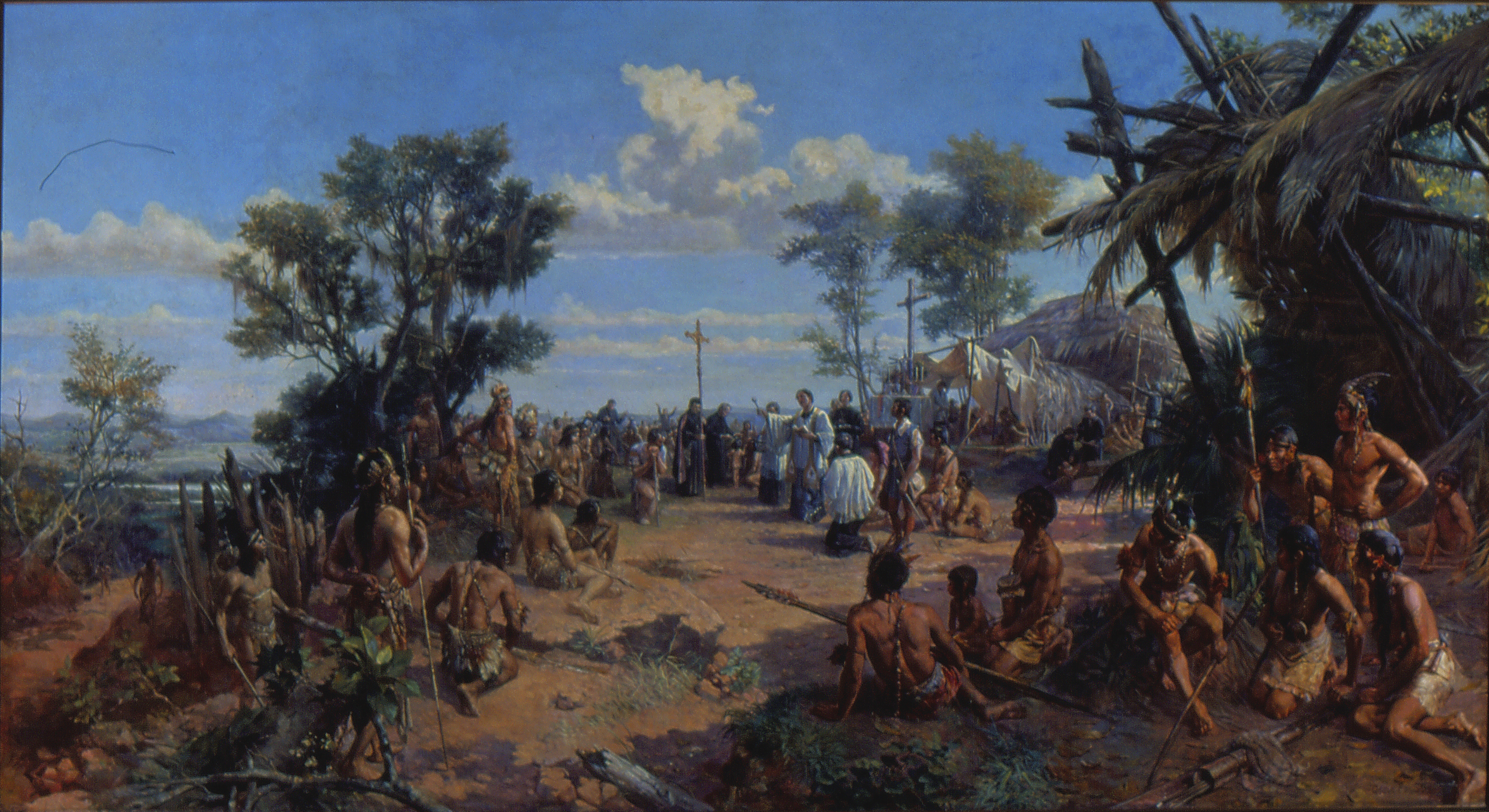
Fundação da Cidade de São Paulo, com Nóbrega comandando a missa, Anchieta, Paiva e Brás ao fundo. Pintura de Oscar Pereira da Silva, de 1909. Acervo do Museu do Ipiranga.

Depois do período passado na vila de São Paulo de Piratininga, Afonso Brás foi para o Rio de Janeiro, onde foi encarregado de outras construções.

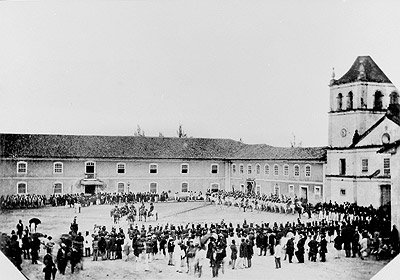
Pátio do Colégio, em São Paulo, fundado por Nóbrega, Anchieta, Paiva e Brás em 1554. Fotografia de Militão Augusto de Azevedo, em 1862.